# Campionato sudamericano femminile di pallavolo 2023
Il campionato sudamericano femminile di pallavolo 2023 si è svolto dal 19 al 23 agosto 2023 a Recife, in Brasile: al torneo hanno partecipato cinque squadre nazionali sudamericane e la vittoria finale è andata per la ventitreesima volta, la quindicesima consecutiva, al Brasile.

## Impianti
|                                                                                            |  |  |
|                                                                                            |  |  |
| Ginásio de Esportes Geraldo Magalhães Città: Recife Capienza: 15 000 Anno d'apertura: 1970 |  |  |

## Regolamento

### Formula
La formula ha previsto un girone all'italiana.

### Criteri di classifica
Se il risultato finale è stato di 3-0 o 3-1 sono stati assegnati 3 punti alla squadra vincente e 0 a quella sconfitta, se il risultato finale è stato di 3-2 sono stati assegnati 2 punti alla squadra vincente e 1 a quella sconfitta.
L'ordine del posizionamento in classifica è stato definito in base a:
- Numero di partite vinte;
- Punti;
- Ratio dei set vinti/persi;
- Ratio dei punti realizzati/subiti;
- Risultati degli scontri diretti.

## Squadre partecipanti
| Squadra   | Qualificazione      | Ultima partecipazione |
| --------- | ------------------- | --------------------- |
| Argentina | -                   | Colombia 2021         |
| Brasile   | Paese organizzatore | Colombia 2021         |
| Cile      | -                   | Colombia 2021         |
| Colombia  | -                   | Colombia 2021         |
| Perù      | -                   | Colombia 2021         |

## Torneo

### Risultati
| 19 agosto 2023 Ginásio Geraldo Magalhães, Recife Durata: ? - Spettatori: ?     | Argentina | 3 - 1 | Perù      | 25-16, 24-26, 25-23, 25-19        |
| 19 agosto 2023 Ginásio Geraldo Magalhães, Recife Durata: 1h:13 - Spettatori: ? | Brasile   | 3 - 0 | Cile      | 25-13, 25-11, 25-21               |
| 20 agosto 2023 Ginásio Geraldo Magalhães, Recife Durata: 1h:31 - Spettatori: ? | Cile      | 0 - 3 | Colombia  | 10-25, 24-26, 13-25               |
| 20 agosto 2023 Ginásio Geraldo Magalhães, Recife Durata: 1h:19 - Spettatori: ? | Brasile   | 3 - 0 | Argentina | 25-17, 25-16, 25-17               |
| 21 agosto 2023 Ginásio Geraldo Magalhães, Recife Durata: 2h:00 - Spettatori: ? | Perù      | 1 - 3 | Colombia  | 25-20, 17-25, 15-25, 20-25        |
| 21 agosto 2023 Ginásio Geraldo Magalhães, Recife Durata: 1h:35 - Spettatori: ? | Cile      | 0 - 3 | Argentina | 23-25, 23-25, 15-25               |
| 22 agosto 2023 Ginásio Geraldo Magalhães, Recife Durata: 1h:52 - Spettatori: ? | Argentina | 3 - 0 | Colombia  | 25-20, 29-27, 26-24               |
| 22 agosto 2023 Ginásio Geraldo Magalhães, Recife Durata: 1h:16 - Spettatori: ? | Brasile   | 3 - 0 | Perù      | 25-14, 25-18, 25-9                |
| 23 agosto 2023 Ginásio Geraldo Magalhães, Recife Durata: 2h:27 - Spettatori: ? | Perù      | 2 - 3 | Cile      | 23-25, 25-23, 17-25, 25-12, 13-15 |
| 23 agosto 2023 Ginásio Geraldo Magalhães, Recife Durata: 1h:54 - Spettatori: ? | Brasile   | 3 - 0 | Colombia  | 25-19, 25-22, 25-19               |

### Classifica
| Pos. | Squadra   | Pt | G | V | P | SV | SP | Ratio | PF  | PS  | Ratio |
| ---- | --------- | -- | - | - | - | -- | -- | ----- | --- | --- | ----- |
| 1.   | Brasile   | 12 | 4 | 4 | 0 | 12 | 0  | MAX   | 300 | 196 | 1,530 |
| 2.   | Argentina | 9  | 4 | 3 | 1 | 9  | 4  | 2,250 | 304 | 291 | 1,044 |
| 3.   | Colombia  | 6  | 4 | 2 | 2 | 6  | 7  | 0,857 | 302 | 279 | 1,082 |
| 4.   | Cile      | 2  | 4 | 1 | 3 | 3  | 11 | 0,272 | 253 | 329 | 0,768 |
| 5.   | Perù      | 1  | 4 | 0 | 4 | 4  | 12 | 0,333 | 305 | 369 | 0,826 |

## Classifica finale
| Pos | Squadra   | Rosa |
| --- | --------- | --- |
|     | Brasile   | Formazione: 2 Alecrim, 3 Costa, 5 Daroit, 6 de Menezes, 7 Montibeller, 8 Carneiro, 9 Ratzke, 10 G. Guimarães, 11 Basso, 14 de Araújo, 15 da Silva, 16 do Nascimento, 17 Bergmann, 19 Santos, CT: J. Guimarães |
|     | Argentina | Formazione: 1 Vera, 3 Nizetich, 4 Nosach, 5 Salinas, 7 Mercado, 9 Cugno, 10 Bulaich, 12 Rizzo, 13 Farriol, 14 Mayer, 15 Fortuna, 17 Herrera, 19 Graff, 20 Pelozo, CT: Castellani                              |
|     | Colombia  | Formazione: 3 Segovia, 4 Pascua, 5 Olaya, 6 Carabalí, 8 Zapata, 9 Ospino, 10 Toro, 13 Gómez, 14 Velásquez, 16 Rangel, 18 Martínez, 20 Coneo, 21 Manco, 23 Murillo, CT: Rizola                                 |
| 4.  | Cile      | Formazione: 2 Giglio, 3 Donoso, 4 Novoa, 5 Salinas, 6 Sandrok, 7 Aylwin, 8 Badilla, 9 Morales, 10 Mendoza, 12 Vallebuona, 13 Vallejos, 15 Schwartzman, 20 Alicera, 44 Ruz, CT: Montero                        |
| 5.  | Perù      | Formazione: 2 de la Peña, 3 Rodriguez, 4 Guerrero, 6 Vigil, 7 Ayme, 10 Patiño, 12 Muñoz, 13 Rojas, 14 Montes, 15 Ortiz, 17 Yabar, 18 Y. Sánchez, 19 Almeida, 21 E. Sánchez, CT: Hervás                        |

|  |  |  | Qualificata al campionato mondiale 2025. |

## Premi individuali
| Premio                 | Nome               | Squadra   |
| ---------------------- | ------------------ | --------- |
| MVP                    | Gabriela Guimarães | Brasile   |
| Miglior palleggiatrice | Roberta Ratzke     | Brasile   |
| Miglior opposto        | Kisy do Nascimento | Brasile   |
| Miglior schiacciatrice | Gabriela Guimarães | Brasile   |
| Miglior schiacciatrice | Amanda Coneo       | Colombia  |
| Miglior centrale       | Thaísa de Menezes  | Brasile   |
| Miglior centrale       | Candelaria Herrera | Argentina |
| Miglior libero         | Nyeme Costa        | Brasile   |

## Statistiche
| Rendimento individuale | Rendimento individuale | Rendimento individuale | Rendimento individuale |
| Pos.                   | Nome                   | Punti                  | Squadra                |
| ---------------------- | ---------------------- | ---------------------- | ---------------------- |
| 1                      | Beatriz Novoa          | 62                     | Cile                   |
| 2                      | Amanda Coneo           | 58                     | Colombia               |
| 3                      | Bianca Cugno           | 51                     | Argentina              |
| 4                      | Ysabella Sánchez       | 49                     | Perù                   |
| 4                      | Dayana Segovia         | 49                     | Colombia               |

| Attacchi vincenti | Attacchi vincenti | Attacchi vincenti | Attacchi vincenti |
| Pos.              | Nome              | Punti             | Squadra           |
| ----------------- | ----------------- | ----------------- | ----------------- |
| 1                 | Beatriz Novoa     | 55                | Cile              |
| 2                 | Amanda Coneo      | 51                | Colombia          |
| 3                 | Bianca Cugno      | 44                | Argentina         |
| 3                 | Ysabella Sánchez  | 44                | Perù              |
| 5                 | Aixa Vigil        | 43                | Perù              |

| Muri vincenti | Muri vincenti         | Muri vincenti | Muri vincenti |
| Pos.          | Nome                  | Punti         | Squadra       |
| ------------- | --------------------- | ------------- | ------------- |
| 1             | Candelaria Herrera    | 11            | Argentina     |
| 2             | Valerín Carabalí      | 10            | Colombia      |
| 3             | Flavia Montes         | 9             | Perù          |
| 4             | Ana Carolina da Silva | 8             | Brasile       |
| 5             | Bianca Farriol        | 7             | Argentina     |
| 5             | Dayana Segovia        | 7             | Colombia      |

| Battute vincenti | Battute vincenti      | Battute vincenti | Battute vincenti |
| Pos.             | Nome                  | Punti            | Squadra          |
| ---------------- | --------------------- | ---------------- | ---------------- |
| 1                | Thaísa de Menezes     | 6                | Brasile          |
| 2                | Maricarmen Guerrero   | 4                | Perù             |
| 2                | Ana Carolina da Silva | 4                | Brasile          |
| 4                | Daniela Bulaich       | 3                | Argentina        |
| 4                | Aixa Vigil            | 3                | Perù             |
| 4                | Paula Salinas         | 3                | Cile             |
| 4                | Dayana Segovia        | 3                | Colombia         |
| 4                | Maira Ospino          | 3                | Colombia         |